# 異脳王
異脳王（いのうおう、生没年不詳）は、大加耶第9代の王（在位:不詳）。異脳王は別名で已富利知加、已能末多干岐とも言われる。
大加耶の初代王の伊珍阿豉王から数えて8代目の子孫、正妃は新羅伊飡（2等官）の比助夫の娘、息子に第10代の王である月光太子がいる。

## 治世
6世紀前半、百済が伽耶諸国への進出を強めていた。百済は倭から支援を取り付け、大伽耶の己汶、多沙を百済の支配下に下した。
その背景の下、異脳王は522年に新羅の法興王へ使者を送り、婚姻による同盟を要請した。伊飡（2等官）の娘との婚姻が成立し、新羅と大伽耶は同盟関係が結ばれた。
529年、新羅人であった王妃に仕えていた従者を本国に送還した。『日本書紀』によると従者の衣冠が加羅式から新羅式に変更されたことを理由としている。これにより大伽耶と新羅の関係は悪化し、断交することとなった。
新羅と対立する一方、倭との間には友好関係を構築していた。529年、異脳王は倭の大伴金村に対新羅防衛への協力を依頼し、近江毛野が大伽耶と新羅の仲裁を画策した。しかし仲裁は失敗し、無策のうちに任那が新羅によって侵略された。530年異脳王は倭の継体天皇に対し近江毛野の無策を訴え、近江毛野が召還されたことにより倭と大伽耶の結びつきが弱まった。その後、大伽耶は百済との関係を強化していく。